# کروموزوم فیلادلفیا
کروموزوم فیلادلفیا (انگلیسی: Philadelphia chromosome) یا جابه‌جایی کروموزومی فیلادلفیا (انگلیسی: Philadelphia translocation) نوعی نقص ژنتیکی در کروموزوم ۲۲ موجود در سلول‌های سرطان خون (به‌ویژه لوسمی مزمن مغز استخوان (CML) است. این کروموزوم، معیوب و به‌طور غیرمعمولی کوچک است که به‌دلیل جابه‌جایی کروموزومی مابین کروموزوم ۲۲ و کروموزوم ۹ ایجاد می‌شود و حاوی ژنِ تلفیقیِ «BCR-ABL1» است.
این کمپلکس ژنی در واقع ژن ABL1 از کروموزوم ۹ که در اثر این جابجایی کروموزومی در کنار ژن BCR از کروموزوم ۲۲ قرار می‌گیرد. بیان ژنی این کمپلکس جدید منجر به تولید یک پروتئین هیبریدی می‌شود که خاصیت تیروزین کینازی دارد و در نشانه‌گذاری یاخته دخیل است. این پروتئین هیبریدی، کلیدِ فرمانِ تقسیم سلولی را همیشه در حالت «روشن» قرار می‌دهد و بدین ترتیب، تقسیم سلولی به‌طور غیرقابل‌کنترلی انجام می‌شود.
حضورِ این جابجایی کروموزومی، یک آزمایش حساس برای تشخیصِ لوسمی مزمن مغز استخوان (CML) است؛ چرا که ۹۵٪ مبتلایان به این بیماری، دارای این جابجایی کروموزومی هستند. البته باید توجه داشت که حضورِ کروموزوم فیلادلفیا یک آزمایش اختصاصی برای تشخیص این بیماری نیست، زیرا در لوسمی حاد لنفاوی (ALL) هم دیده می‌شود. (در ۲۵–۳۰٪ موارد لوسمی حاد لنفاوی بالغین و ۲–۱۰٪ لوسمی حاد لنفاوی کودکان) و گاهی نیز در لوسمی حاد مغز استخوان (AML) مشاهده می‌گردد.
کروموزوم فیلادلفیا را نخستین بار، دو دانشمند و پژوهشگر آمریکایی به نام‌های دیوید هانگرفورد و پیتر نوول کشف و توصیف کردند و در سال ۱۹۷۳ میلادی، متخصص برجستهٔ ژنتیک جنت رولی از دانشگاه شیکاگو، مکانیسم تشکیل آن را از طریق فرایند جابه‌جایی کروموزومی شرح داد.

تصویری شِماتیک از چگونگی شکل‌گیری کروموزوم فیلادلفیا